# Johannes Flum
Johannes Flum (Waldshut-Tiengen, 14 december 1987) is een Duits voetballer die bij voorkeur als defensieve middenvelder speelt. Hij verruilde in 2013 SC Freiburg voor Eintracht Frankfurt.

## Clubcarrière
Flum speelde in de jeugd bij FC Rot-Weiß Weilheim, SV 08 Laufenburg en SC Freiburg. Hij speelde twee jaar bij SC Pfullendorf, maar werd weer teruggehaald door SC Freiburg voor €30.000. In 2010 debuteerde hij in de Bundesliga. Op 20 maart 2010 scoorde hij zijn eerste profdoelpunt FSV Mainz 05. Op 22 januari 2011 scoorde hij het 500e doelpunt van SC Freiburg in de Bundesliga. In april 2011 verlengde hij zijn contract tot medio 2014. Op 3 mei 2013 werd bekend dat Flum een driejarig contract heeft getekend bij Eintracht Frankfurt, dat twee miljoen euro betaalde voor verdedigende middenvelder.

## Interlandcarrière
Flum kwam tweemaal uit voor Duitsland -20. Hij debuteerde in april 2008 tegen Italië -20. Enkele dagen later speelde hij ook mee in een oefenduel tegen Zwitserland -20.

## Erelijst
| Kampioen 2. Bundesliga | 1x | 2008/09 |